# Liodrosophila pusilla
Liodrosophila pusilla är en tvåvingeart som först beskrevs av Meijere 1911.  Liodrosophila pusilla ingår i släktet Liodrosophila och familjen daggflugor. Inga underarter finns listade i Catalogue of Life.